# Martí Gasull i Avellán
Martí Gasull i Avellán (Barcelona, 4 d'abril del 1944) és un fotògraf català, especialitzat en fotografia d'art, tant d'escultura, arquitectura, pintura, antiguitats, llibres facsímils o altres expressions artístiques o obres de valors històric. Ha participat en centenars de llibres i catàlegs d'artistes per a museus, col·leccions, galeries d'art, institucions públiques i privades o editorials. També ha realitzat fotografies d'artistes i personatges de l'àmbit cultural; com els 30.000 negatius cedits al MACBA com a Fons Martí Gasull, 4.000 dels quals estan digitalitzats, inclòs el principal arxiu fotogràfic del Fons Joan Brossa. Ha estat fotògraf d'artistes com Perejaume, Antoni Tàpies, Joan Miró, Jaume Plensa, Josep Guinovart, Albert Ràfols-Casamada, Joan Hernàndez Pijuan, Joan Brossa, Josep Maria Subirachs, Josep Maria Riera i Aragó, Alfons Borrell, Joan Ponç, Julio Vaquero, Esther Boix, Christo, Jordi Alcaraz, Frederic Amat, Sergi Aguilar, Francesc Artigau, Cesc, Maria Girona o Antoni Pitxot.
És fill del fotògraf creatiu Martí Gasull i Coral i pare de l'activista lingüístic, muntanyenc i promotor cultural Martí Gasull i Roig.